# Малий Нагадак
Малий Нагада́к (рос. Малый Нагадак, башк. Кесе Нуғаҙаҡ) — присілок у складі Аургазинського району Башкортостану, Росія. Входить до складу Тряпинської сільської ради.
Населення — 175 осіб (2010; 204 в 2002).
Національний склад:
- чуваші — 99%